# Bitwa o grzbiet Vimy

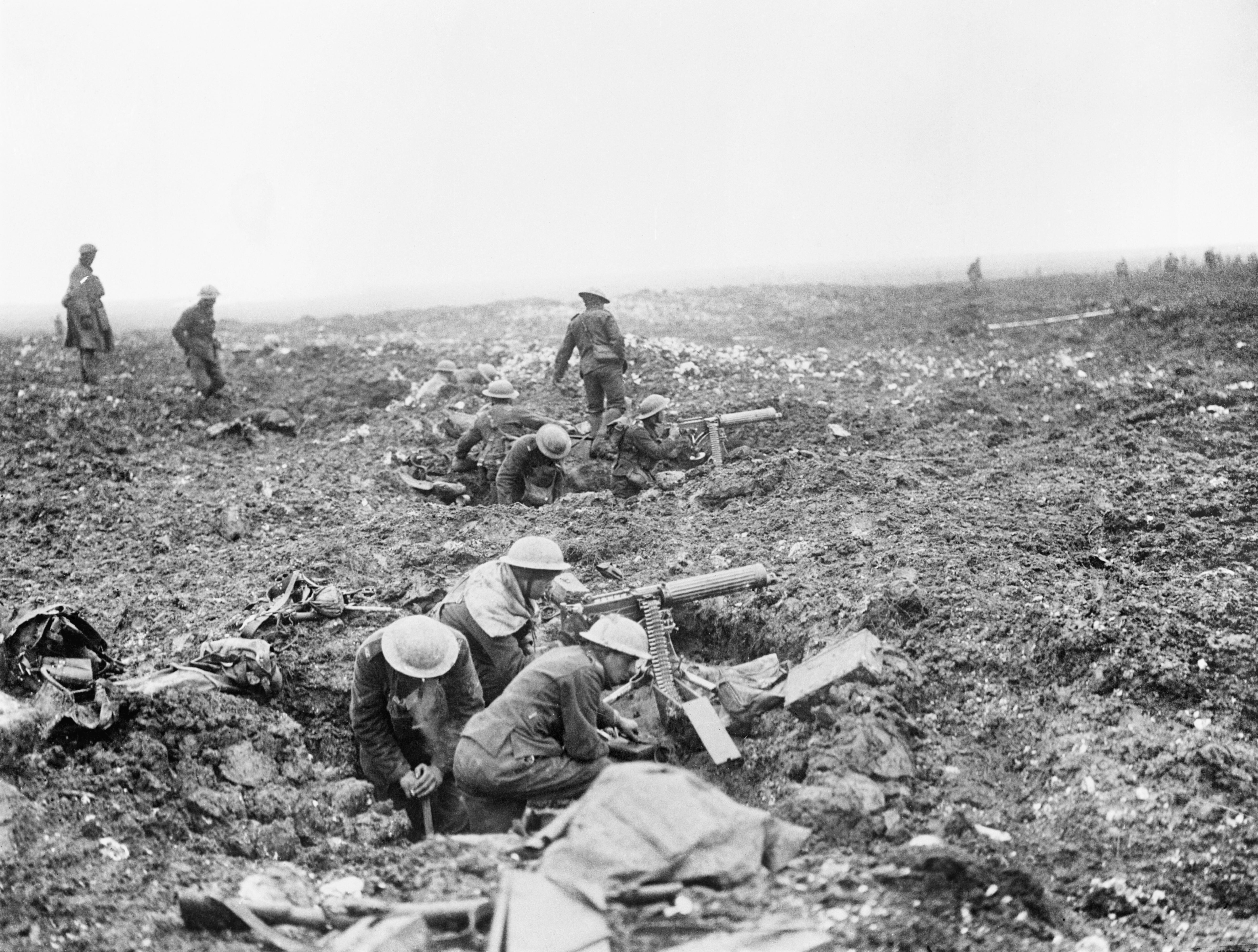
Kanadyjskie obsługi karabinów maszynowych na grzbiecie Vimy

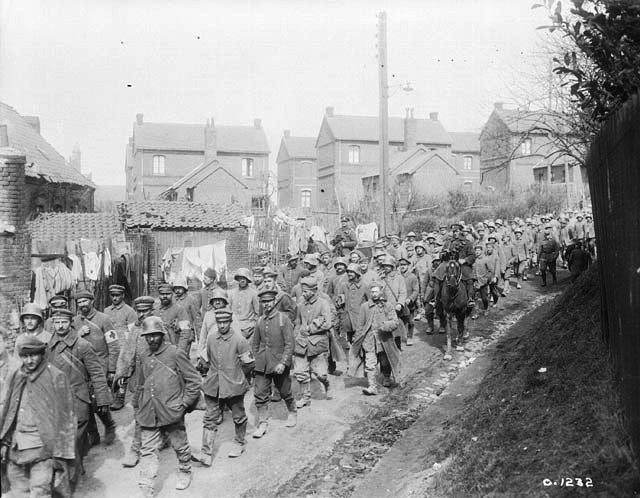
Niemieccy jeńcy po bitwie

Bitwa o grzbiet Vimy – starcie zbrojne stoczone w dniach 9–12 kwietnia 1917 roku pomiędzy siłami kanadyjskimi i brytyjskimi a niemieckimi podczas I wojny światowej.
Wiosną 1917 roku wystartowała generalna ofensywa sił Ententy na froncie zachodnim, podczas której wojska brytyjskie i Wspólnoty Narodów przeprowadziły operację pod Arras. Atak Kanadyjczyków rozpoczął się 9 kwietnia 1917 roku, wyznaczając początek bitwy pod Arras i służąc jako inauguracyjny atak ofensywy Nivelle’a. Celem było odciągnięcie niemieckich rezerw od sił francuskich, przygotowujących się do kluczowej ofensywy wzdłuż Aisne i grzbietu Chemin des Dames rozpoczętej kilka dni później.
Cztery kanadyjskie dywizje rozpoczęły szturm na grzbiet Vimy po zmasowanym ostrzale artyleryjskim o 5:30 rano w Poniedziałek Wielkanocny 9 kwietnia. Niemcy kontrolowali grzbiet od 1914 roku i przez trzy lata wojny ufortyfikowali go wieloma strukturami obronnymi: trzy kolejne linie okopów rozmieszczone pośród sieci drutu kolczastego, betonowe bunkry z karabinami maszynowymi i podziemne schrony dla wysuniętych oddziałów.
Po lewej stronie kanadyjska 4 Dywizja zaatakowała z obszaru Souchez, podczas gdy w centrum, po obu stronach Neuville-Saint-Vaast, zaatakowały 3. i 2 Dywizja. Atak 2 Dywizji kanadyjskiej był wspierany przez osiem czołgów (trzy z nich zostały zniszczone, a pięć ugrzęzło w błotnistym terenie). Do rozpoznania i naprowadzania artylerii Kanadyjczycy aktywnie wykorzystywali również lotnictwo. Dzięki umiejętnej współpracy piechoty z artylerią korpusowi udało się wieczorem 9 kwietnia osiągnąć przełamanie na głębokość od dwóch do pięciu kilometrów w niemieckim systemie obronnym. Większość wzgórza znalazła się w rękach Kanadyjczyków, ale Niemcy utrzymali się na szczycie.
Pod koniec pierwszego dnia ofensywy jedyną z trzech dywizji, która nie poczyniła postępów, była 4 Dywizja. Zaatakowała ona skrajnie lewą flankę, która obejmowała najtrudniejsze cele, Wzgórze 145 (najwyższy punkt na grzbiecie i miejsce dzisiejszego pomnika-mauzoleum) i inny wysoki punkt, zwany przez Kanadyjczyków „The Pimple”. Kanadyjczycy nie byliby w stanie utrzymać grzbietu Vimy bez zdobycia tych dwóch wysokich punktów.
Dopiero następnego dnia, 10 kwietnia, ponowione ostrzały artyleryjskie i ataki piechoty batalionów rezerwowych 4 Dywizji doprowadziły do tego, że Wzgórze 145 ostatecznie znalazło się w rękach Kanadyjczyków, pomimo krótkiego odbicia go przez niemiecki kontratak. Dwa dni później, 12 kwietnia, „The Pimple” został również zdobyty po godzinie zaciekłych walk w śniegu. Wzięto 4000 niemieckich jeńców.
Zwycięstwo miało wysoką cenę: 3598 Kanadyjczyków zginęło, a 7004 zostało rannych. W 1936 roku w rejonie Vimy odsłonięto pomnik–mauzoleum upamiętniające poległych w bitwie, Canadian National Vimy Memorial.